# Päivi Räsänen
Päivi Maria Räsänen (Sonkajärvi, 19 de dezembro de 1959) é uma política finlandesa dos democratas-cristãos (KD) e foi ministra do interior de seu país de 22 de junho de 2011 a 29 de maio de 2015.
Educação e família
Päivi Räsänen se formou em medicina e passou no exame do estado em 1984. Ela então trabalhou como interna e médica do trabalho. Räsänen é casado com o pastor Niilo Räsänen e tem cinco filhos. Ela mora em Riihimäki.
política
Ela começou sua carreira política em 1995, quando foi eleita membro do Reichstag, eleito pelo eleitorado de Häme. De 1995 a março de 2003, foi vice-presidente do grupo e, até outubro de 2004, presidente do grupo. Em 6 de outubro de 2004, ela foi eleita sucessora de Bjarne Kallis como líder do partido KD.
Em 2010, ela declarou na televisão finlandesa que "de acordo com a Bíblia, o casamento gay é incompatível com a fé cristã" e que "casais do mesmo sexo são fundamentalmente maus pais". Como reação, 34.000 membros renunciaram à Igreja Evangélica Luterana em um curto período de tempo.
Após a eleição de 2011 para o Reichstag, Räsänen tornou-se Ministro do Interior no gabinete de Katainen. Além disso, ela recebeu a responsabilidade por questões da igreja no Ministério da Educação e Cultura. Após as eleições parlamentares de 19 de abril de 2015, seu partido deixou o governo; ela foi substituída como Ministra do Interior por Petteri Orpo (Partido da Coleção Nacional) em 29 de maio de 2015.